# Jesper Jespersen (justitiarius)
 Der er flere personer med dette navn, se Jesper Jespersen.
Jesper Jespersen (25. oktober 1767 i Nexø – 29. marts 1829 i Viborg) var en dansk justitiarius, bror til Christian Jespersen og og Peder Dam Jespersen og far til Christian Magdalus Jespersen og Niels Frederik Jespersen.

## Karriere
Han blev 1786 student fra Roskilde Katedralskole, 1789 juridisk kandidat, samme år volontær i Danske Kancelli og 1792 kopist sammesteds. 1796 udnævntes han til herredsfoged i Øster og Vester Han Herreder, men opgav endnu samme år dette embede for at blive fuldmægtig i Københavns Rådstueskriverkontor, blev 1798 justitssekretær i Akershus Stifts Overret, 1802 assessor i Christianssands Stifts Overret, 1806 assessor i Akershus Stifts Overret og udnævntes samme år til justitiarius for Landoverretten i Viborg. Af Danske Kancelli karakteriseredes han i denne anledning bl.a. som en "baade fra den intellektuelle og den moralske Side udmærket Mand", og lignende udtalelser fremkom om ham ved forskellige andre lejligheder. Han døde i Viborg 29. marts 1829. I året 1796 havde han fået titel af kancellisekretær, 1812 af etatsråd og 1828 af konferensråd. 31. juli 1815 blev Jespersen Ridder af Dannebrog og 25. maj 1826 Dannebrogsmand.

## Ægteskaber
Han blev gift 1. gang 23. april 1796 i København med Helena Cecilia Andresen,
(døbt 29. november 1774 i Rønne – 17. maj 1796 i København), datter af generalauditør, regimentskvartermester, amts-, ammunitions- og materielforvalter samt ridefoged på Bornholm Christian Andresen og Michelle Ottilia Schrøder. Hun døde få dage efter brylluppet. 2. gang giftede han sig 27. oktober 1797 i Sankt Petri Kirke med Mariane Henriette Diricis (19. august 1778 i København – 28. marts 1799 sammesteds), datter af skibskaptajn Boye Diricis og Marie Elisabeth f. Stoppel. 3. gang ægtede han 23. juni 1800 Mette Marie Bang (13. marts 1783 på Strømsø – 4. oktober 1852 i Viborg), datter af grosserer Hans Bang i Drammen og Margrethe Marie Stockfleth f. Pihl.